# There's Got to Be a Way
Singles de Mariah Carey
I Don't Wanna Cry
(1991) Emotions
(1991)
There's Got to Be a Way est une chanson écrit par Mariah Carey et Ric Wake, et produite par ce dernier, extrait de l’album Mariah Carey. C'est le 5e et dernier single de l'album, il est sorti en mai 1991 en Europe et dans le reste du monde. Dans cette chanson, Carey aborde les problèmes de racisme et de pauvreté dans le monde.
Au Royaume-Uni, le titre sort à la place de I Don't Wanna Cry mais ne réussit cependant pas à atteindre le top40. À noter que le single n'est pas sorti aux États-Unis afin de maintenir le succès qu'on pu avoir les singles précédents au Billboard hot 100. D'ailleurs, la chanson n'a pas beaucoup été promu contrairement aux précédentes ce qui expliquerait un succès moindre.

## Accueil
There's Got to Be a Way est le seul des 4 singles au total de l’album Mariah Carey à ne pas être commercialisé aux États-Unis. En effet, craignant de ne pas pouvoir égaler le positionnement des singles précédents qui sont tous arrivés à hisser en tête du Billboard Hot 100, la maison de production a préféré rester sur un bon score en ne le sortant que dans le reste du monde. Au Royaume-Uni, la maison de production Columbia décide de sortir There's Got to Be a Way à la place de I Don't Wanna Cry. Le succès n'est cependant pas au rendez-vous puisque le single n'arrive pas à s'immiscer dans le top 40 contrairement aux autres singles qui ont tous réussit. Au classement annuel britannique, la chanson finira à la 54e position.
En comparaison avec les autres musiques de l'album, There's Got to Be a Way est donc celui ayant eu le moins de succès globalement, cela peut s'expliquer également du fait qu'il est connu une faible promotion.

## Versions
CD single #1
1. There’s Got to Be a Way
2. There’s Got to Be a Way (7” remix)

CD single #2
1. There’s Got to Be a Way
2. I Don”t Wanna Cry

CD maxi single #1
1. There’s Got to Be a Way

1. There’s Got to Be a Way (12” remix)

1. There’s Got to Be a Way (alt. vocal club mix)

CD maxi-single #2
1. There’s Got to Be a Way
2. There’s Got to Be a Way (7” remix)
3. Someday (7” jack swing mix)
4. Vision Of Love

## Classements et certifications
| Pays        | Position | Année |
| ----------- | -------- | ----- |
| Royaume-Uni | 54       | 1991  |